# スタイロフォン
スタイロフォン（英：Stylophone）とは、1968年にイギリスで発売された小型の電子楽器である。ブライアン・ジャービス（Brian Jarvis） によって発明され、Dubreq社が製造。

## 概要
平面になった鍵盤状の金属板をスタイラスで触れることにより内蔵スピーカーから音が出る。他の操作は鍵盤の横についた電源スイッチとビブラートスイッチ、そして、チューニングコントロールのみである。また金属板をスタイラスでなぞることで独特のグリッサンド奏法を行うことができる。広義ではアナログシンセサイザーの一種である。標準・低音・高音のバージョンがあったが、標準バージョンが最も一般に普及した。
もともと子供の玩具として設計されたため操作は非常に単純であるが、独特の音色などから大ヒットした。デヴィッド・ボウイ、クラフトワーク等が楽曲に使用したことでも知られる。
後にスピーカーパネルに模擬木材を使用し、ボリュームコントロールを備えた新モデルが登場した。しかし1975年に製造中止された。
1977年に「350S」と呼ばれる大型の上位バージョンが発売。音階の増加や様々な音色が追加された他、2本のスタイラスが付き、手をかざすことでビブラート・ワウ効果が出せる光センサーも装備されていた。
タレント・音楽家のロルフ・ハリスは、イギリスでスタイロフォンの広告宣伝を数年間務めた。

## 復刻版
2007年にRe:creation社はDubreq社と協力し、中国製による復刻版「Stylophone S1」が発売された。オリジナルのデザインを踏襲し、右側面に音量コントロール、鍵盤手前に音色変更スイッチ（オリジナルクラシックを含む3種）、MP3（外部）入力端子が追加された。
以降、Dubreq社より様々なモデルが発売されている。日本でも一部の楽器店やネット通販などで輸入販売されている。2024年よりGLOBAL SPADE株式会社が正規販売代理店となる。

### Stylophone S2
2012年12月発売。

### Stylophone Beat Box
他のスタイロフォンとは一線を画したドラムマシンモデル。13音に分かれた円形のパッドをスタイラスでなぞり、ドラム・パーカッションおよびベース音を各3種のサウンドバンクから設定・演奏できる。テンポコントロールや、基本的な録音・ループ機能を搭載。

### Stylophone GEN X-1
2017年発売。LFO、アナログディレイ、ローパスフィルタ、エンベロープのコントローラーノブ操作で音色を様々に変化できる。リボンコントローラー、サブオクターブスイッチ、外部入力端子も付き、他の音源のエフェクターとしても使用できる。

### Stylophone GEN R-8
2019年発売。外見は従来よりもかなり大型で、より高価なアナログシンセサイザーに近づけた機能を装備。初回ロット500台限定発売。

### Stylophone Analog Sound S1
2020年発売。Stylophone S1の後継モデル。外見は前モデルと似ているが、角の丸みが少なく、補助入力も無い。内部的には、555 タイマーICをベースとしたアナログオシレーターによるデジタルサンプリングに置き換えられ、トーンセレクターは3オクターブ。音色は1970年代のオリジナル版に酷似している。

### Bowie Limited Edition
2021年発売。2016年に死去したデヴィッド・ボウイへのオマージュとして発売されたAnalog S1の限定モデル。オールホワイト仕上げで、ボウイの公式ロゴが付いている。ボウイの写真・インタビュー・一部楽曲を収録したカラー印刷の小冊子が付属。

### Stylophone BEAT
2023年発売。Stylophone Beat Boxの後継モデル。ドラム・パーカッションおよびベース音を各4種から設定・演奏できる。

### Stylophone Theremin
2024年発売。携帯型のテルミンモデル。伸縮式のピッチアンテナに手をかざす他、左右に動かすスライダーとトリガーボタンでの操作、また両方を混合させた演奏をスイッチの切り替えで選択できる。同年、アメリカの楽器展示会『NAMM Show』にて「今年最も注目される製品」に贈られる「Best in Show」を獲得。

## ギャラリー

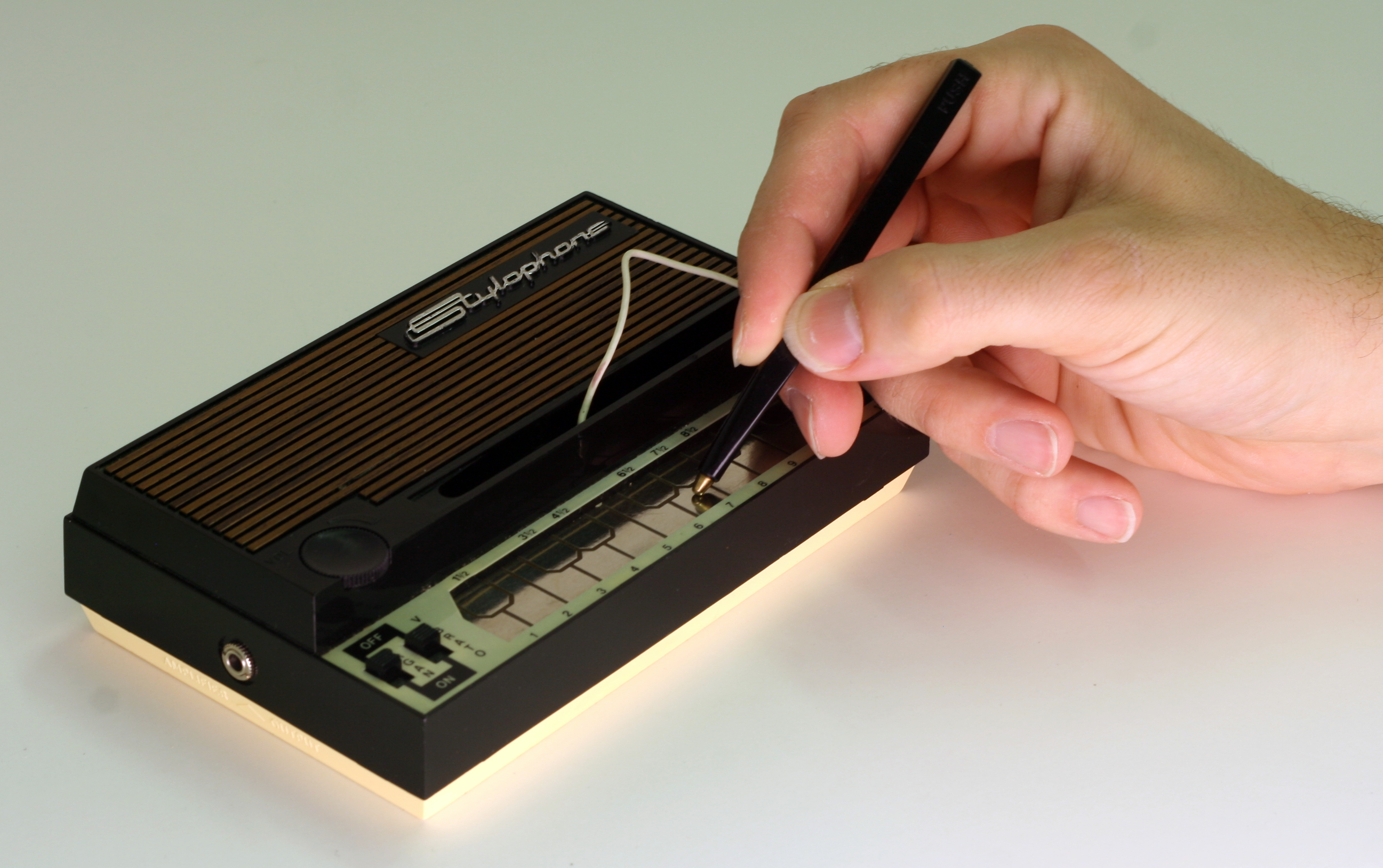
1970年代半ばのモデル
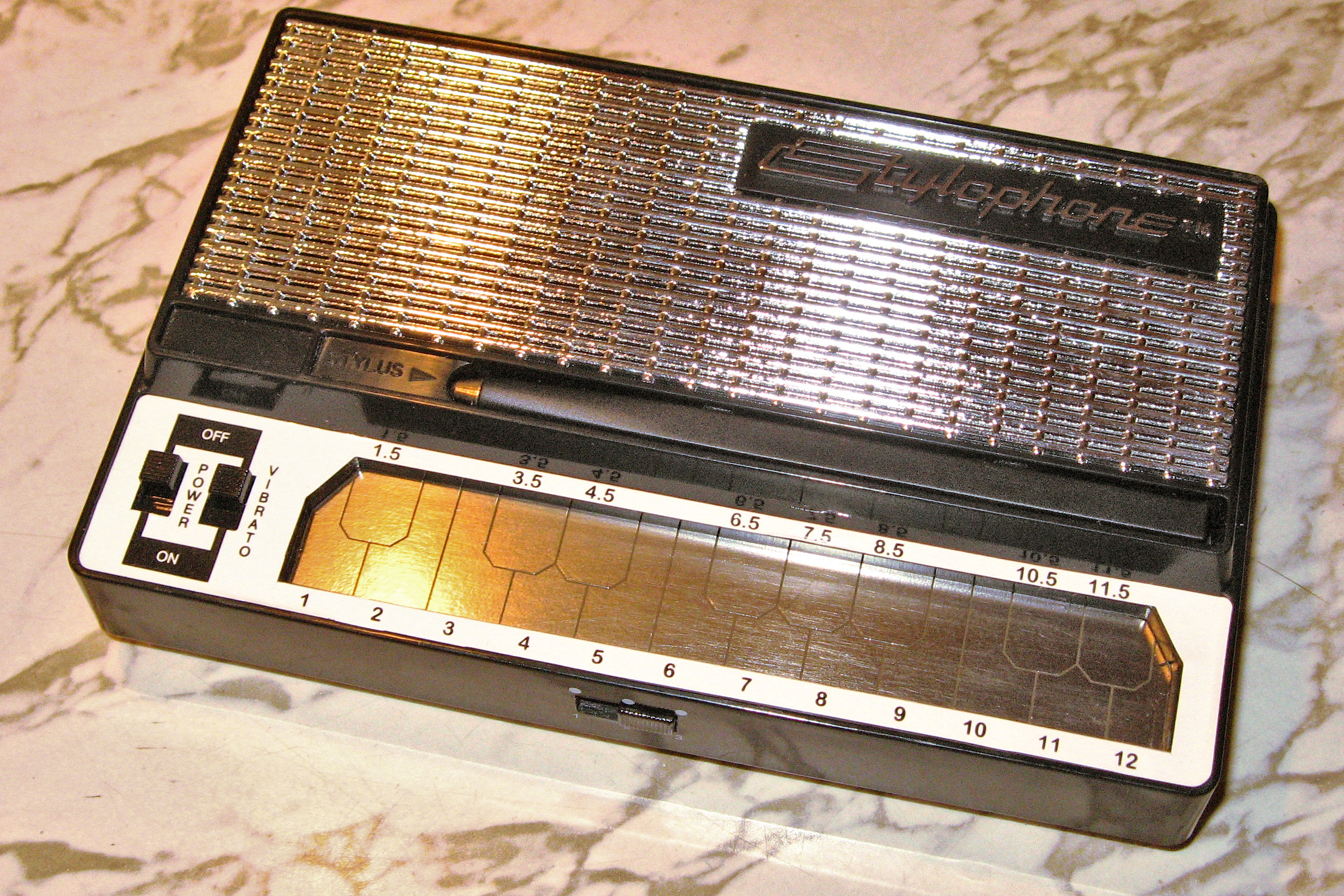
2007年に発売された復刻モデル
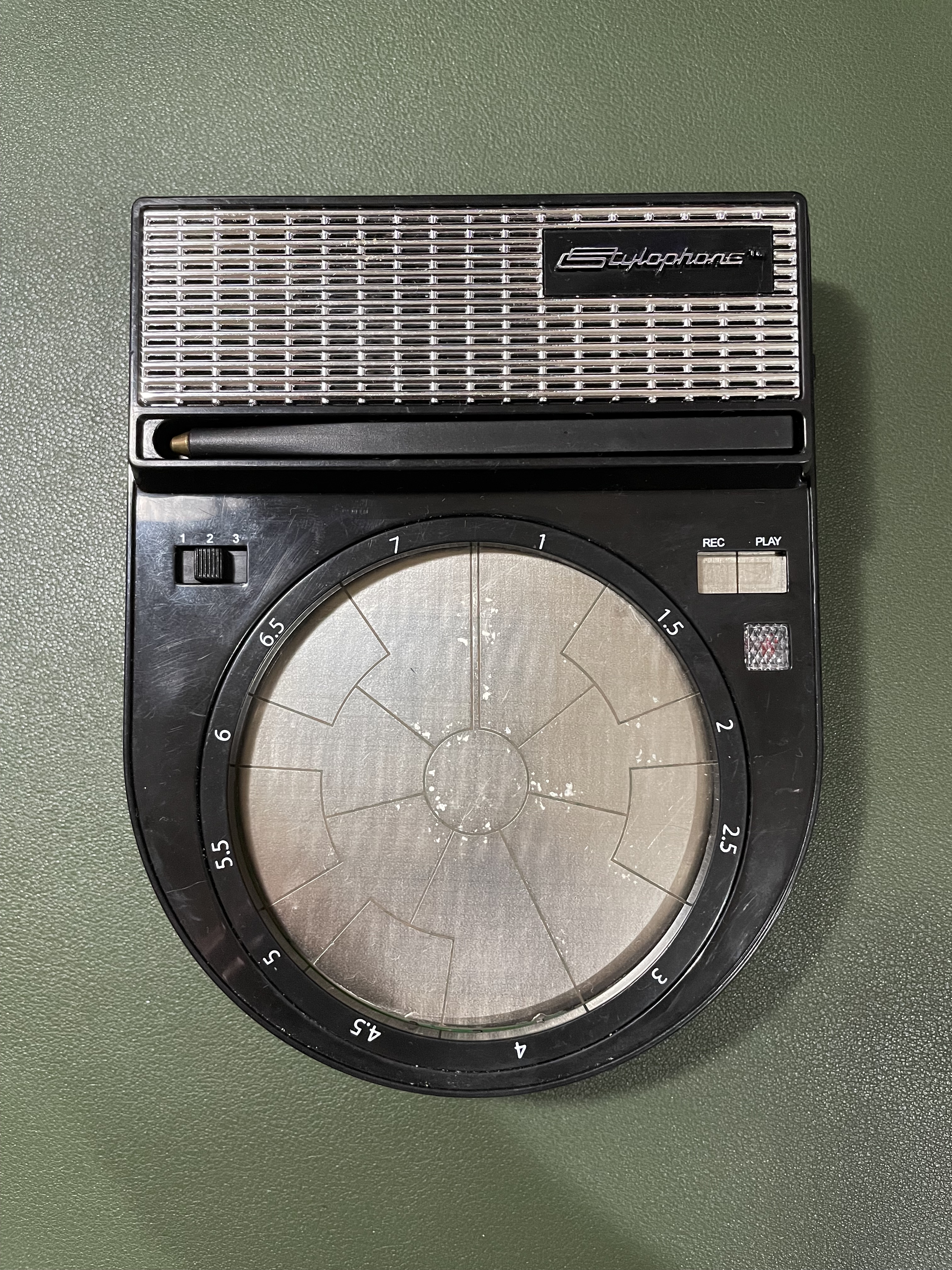
Beat Box 正面
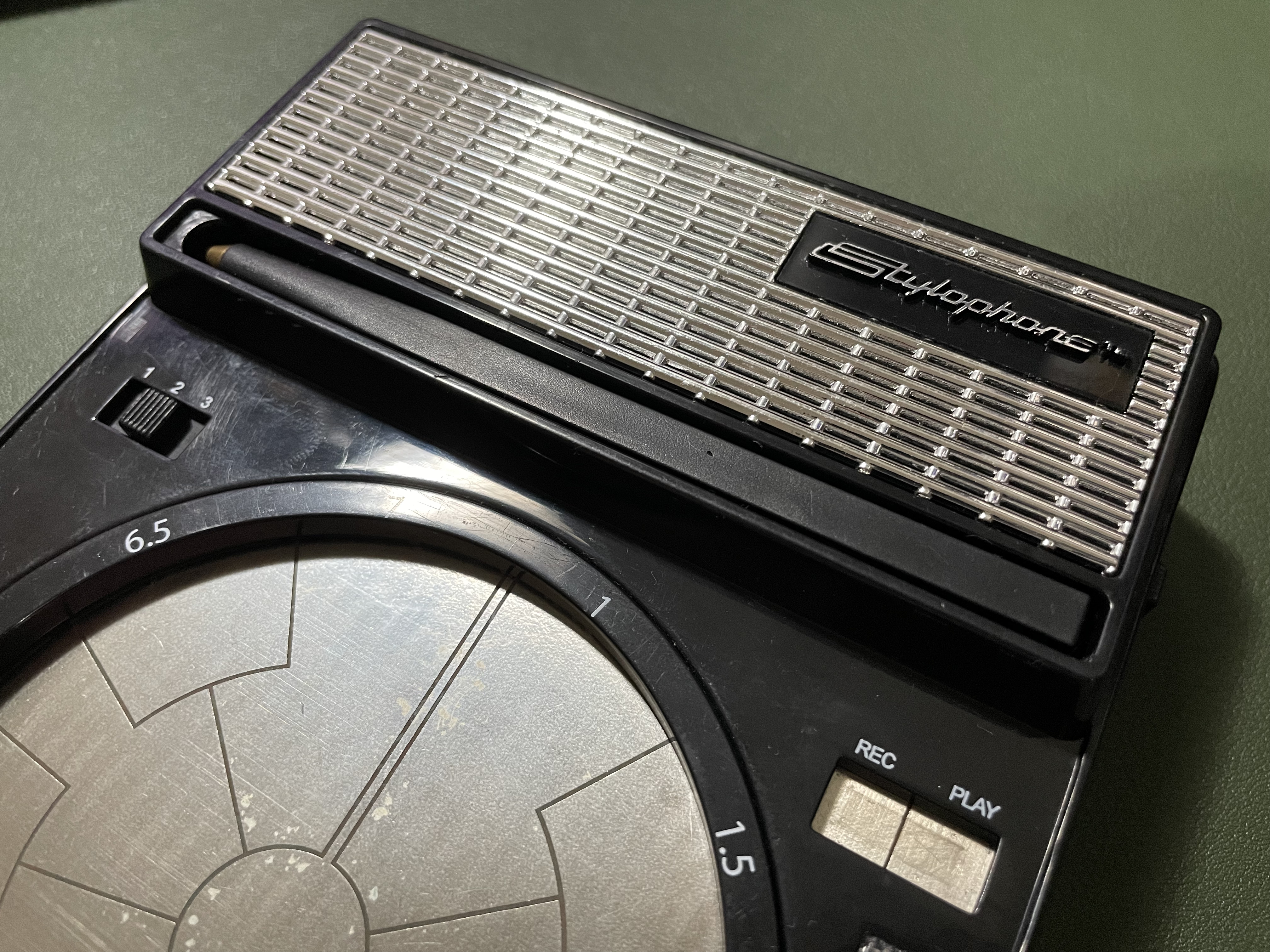
Beat Box クローズアップ